# Ribarstvo
Ribarstvo je grana privrede koja se bavi ribolovom, uzgojem i preradom ribe, kako one morske tako i one slatkovodne. Ribarstvom se najčešće bave stanovnici primorskih krajeva, kao i oni koji žive uz velike rijeke i jezera.
Riba ima veliku važnost u prehrani, jer se u njoj nalazi mnogo bjelančevina i omega-3 masnih kiselina. Riba se izlovljava iz mora, rijeka, jezera i ribnjaka.

## Vanjske poveznice
- Ribarstvo Hrvatska tehnička enciklopedija, portal hrvatske tehničke baštine. LZMK